# 波鰭兵鯰
波鰭兵鯰，水族市面上稱為「 熊貓鼠 」，為輻鰭魚綱鯰形目美鯰科的其中一種，為熱帶淡水魚。分布於南美洲亞馬遜河上游流域，體長可達3.8公分，最大可達5.5公分，棲息在底層水域，生活習性不明，可作為觀賞魚。

## 扩展阅读
維基物種上的相關：波鰭兵鯰